# Władimir Koblikow
Władimir Nikołajewicz Koblikow, ros. Владимир Николаевич Кобликов (ur. 19 czerwca 1905 w Ugłowce, zm. 2 lipca 1971 w Moskwie) – Rosjanin, inżynier, generał broni (ros.: генерал-полковник) służby inżynieryjno-technicznej Armii Radzieckiej.

## Życiorys
Urodził się 19 czerwca 1905 w Ugłowce, w obwodzie nowogrodzkim. W 1936 roku ukończył Leningradzki Instytut Floty Cywilnej i został inżynierem lotnictwa, 17 listopada 1936 został powołany do armii i wyznaczony inżynierem 49 eskadry lotnictwa bombowego. 15 czerwca 1938 został starszym inżynierem 30 eskadry szybkich bombowców 2 Brygady Lotniczej Specjalnego Przeznaczenia, 15 listopada 1938 otrzymał stopień inżyniera wojskowego III rangi, a 17 lutego inżyniera wojskowego II rangi. Od grudnia 1939 do marca 1940 uczestniczył w wojnie zimowej z Finlandią. 12 października 1941 awansowano go na inżyniera wojskowego I rangi.
W 1942 roku został głównym inżynierem - szefem służby inżynieryjno-lotniczej 6 Armii Lotniczej ZSRR. 11 maja 1944 został mianowany generałem majorem służby inżynieryjno-lotniczej.
W listopadzie 1944 roku został oddelegowany do Wojska Polskiego. W stopniu generała brygady pełnił służbę na stanowisku głównego inżyniera - zastępcy dowódcy Lotnictwa Frontu Polskiego do spraw eksploatacji. 11 maja 1946 powrócił do ZSRR.
W latach 1946–1949 był pierwszym zastępcą komendanta Państwowego Instytutu Badawczego Sił Powietrznych w bazie lotniczej Czkałowsk k. Szczołkowa, a w latach 1950–1953 - kierownikiem Fakultetu Inżynieryjnego Wojskowej Akademii Inżynierii Lotniczej. Szef Inżynierii Lotniczej Sił Powietrznych. 
Zmarł 2 lipca 1971 w Moskwie. Został pochowany na cmentarzu Nowodziewiczym w Moskwie. 

## Ordery i odznaczenia
- Order Lenina (ZSRR)
- Order Czerwonego Sztandaru (ZSRR, trzykrotnie)
- Order Czerwonej Gwiazdy (ZSRR, dwukrotnie)
- Krzyż Komandorski Orderu Odrodzenia Polski (1945)
- Order Krzyża Grunwaldu III klasy (11 maja 1945)[2]